# 대한민국-아랍에미리트 관계
대한민국과 아랍에미리트는 20세기 전까지 역사적으로 조우하지 않았다. 아랍에미리트가 국가로서 형성된 1971년에 한국은 아랍에미리트를 국가로 승인하였으며, 대한민국과 1980년에 단독 수교하였다. 한국은 아랍에미리트 주재 대사관을 1980년에, 아랍에미리트는 1987년에 대사관을 설치하였다. 이후 바라카 원전을 대한민국이 성공적으로 건설하면서 양국 관계가 발전하였다. 아랍에미리트는 중동 국가들 중 최초로 전략적 동반자 관계를 대한민국과 수립한 국가이기도 하다. 양국은 바라카 원자력 발전소 등 경제적 협력 외에도 한-UAE 군사협력협정 등 군사적 협력도 실행하고 있다. 아랍에미리트 내에서 한류의 인기 또한 상승하고 있다.

## 관계의 발전
- 전략적 동반자 관계 (2009년)[5]
- 특별 전략적 동반자 관계 (2019년)[6]
- 한-UAE 포괄적경제동반자협정 체결(2023년)[7]

## 같이 보기
- 대한민국-아랍에미리트 비밀협정 체결 논란
- 바라카 원자력 발전소
- 상호군수지원협정
- 한-UAE 군사협력협정